# Viçosa (Alagoas)
Viçosa é um município brasileiro do estado de Alagoas. Localizado a 86 quilômetros da capital Maceió. Foi fundado em 1790 por Manoel Francisco. Elevado à categoria de Vila em 13 de Outubro de 1831 e à categoria de cidade em 16 de Maio de 1892. Sua população atual é de 26 249 habitantes.
Após a sua emancipação a cidade entrou em forte desenvolvimento sendo a maior economia do interior e a segunda maior cidade do estado. Nesse período o município viveu o seu auge econômico, com a cana-de-açúcar e o algodão, social, cultural e político.
Em terras viçosenses nasceram o menestrel Teotônio Vilela e seu irmão Cardeal Primaz do Brasil Dom Avelar. Graciliano Ramos viveu e inspirou-se o para escrever S. Bernardo. É de Viçosa o primeiro tradutor brasileiro do Manifesto Comunista, o militante Octávio Brandão. Viçosa criou poetas da estirpe de Manoel Neném e Zé do Cavaquinho, criou também a escola folclórica conhecida em todo o Brasil com Théo Brandão, José Aloísio Vilela, José Pimentel e José Maria de Melo. Em Viçosa, na Serra Dois Irmãos, tombou o líder guerreio Zumbi dos Palmares.
Apesar de ultimamente ter passado por dificuldades econômicas e sociais, o município ainda é um centro muito importante do Vale do Rio Paraíba do Meio. Possuindo o terceiro maior PIB, o segundo melhor IDH e sendo a segunda maior cidade.

## História

### Pré-história
O único estudo a respeito dos seres e vestígios pré-históricos em Viçosa partiu do historiador viçosense Alfredo Brandão que em 12 de julho de 1910 apresentou uma palestra no Instituto Histórico e Geográfico de Alagoas (IHGAL). O historiador relata ter ido a um lugar conhecido como “Chã dos Cacos”, nas proximidades do Sítio Cachoeira Grande, que era um local fértil e que as agriculturas praticadas naquela região encontravam muitos cacos em seu solo. No local o mesmo encontrou grandes vasos e cachimbos incomuns.
Em sua segunda investida, desta vez no Riacho Riachão, ele encontrou em algumas pedras graníticas, que estavam na beira do mesmo, desenhos elípticos que segundo o autor parecia mais uma forma de escrita primitiva. Além disso, foram encontrados machados de pedra polida para caça. Esses seres antigos talvez sejam ancestrais indígenas que ainda viviam no estágio paleolítico, embora algumas técnicas do Neolítico fossem praticadas.

### Viçosa e o descobrimento do Brasil (1500)

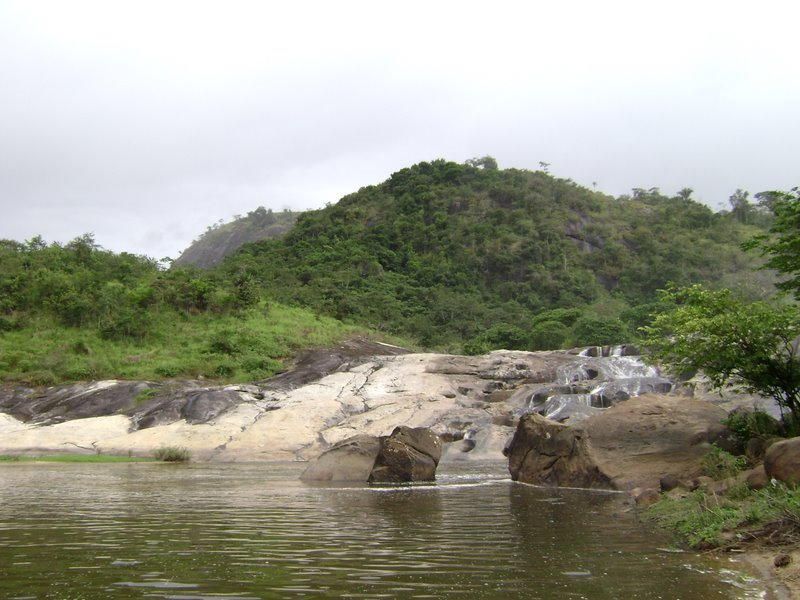
Serra Dois Irmãos, que, segundo Alfredo Brandão, foi o tal monte que os Portugueses avistaram em 1500.

“Neste mesmo dia, a horas de véspera, houvemos vista de terra! A saber, primeiramente de um grande monte, muito alto e redondo; e de outras serras mais baixas ao sul dele; e de terra chã, com grandes arvoredos; ao qual monte alto o capitão pôs o nome de O Monte Pascoal e à terra A Terra de Vera Cruz” (Trecho da Carta de Pero Vaz de Caminha)
Baseado em Humboldt, Alfredo Brandão elaborou uma hipótese onde a Serra Dois Irmãos, localizada em terras viçosenses, seria o tal monte alto e redondo que os primeiros Portugueses a chegarem ao Brasil avistaram. A Serra Dois Irmãos tem aproximadamente 400 metros de altura e, coincidentemente ou não, uma forma arredondada e grandes arvoredos por toda a sua extensão.
Deixa-se claro que a hipótese de Alfredo Brandão nunca foi comprovada. Mas do alto da serra podem-se ver as mais distantes localidades, como a cidade de Capela que fica a aproximadamente 30 km de Viçosa e, afirmam algumas pessoas, até mesmo o Oceano Atlântico.

### Civilizações indígenas (1500 - 1556)
As terras que hoje constituem o município de Viçosa eram compostas, antes da chegada dos brancos e negros, por mata atlântica espessa de difícil acesso, o Rio Paraíba e seus afluentes – Riacho do Meio, Caçamba e Gurungumba.
Os habitantes da então região eram os cambembes – uma subtribo dos caetés. Esses índios viviam em constantes conflitos com os cariris e outras tribos tapuias das caatingas, e como Viçosa está no limite da zona da mata esses conflitos ocorriam principalmente em períodos de longa seca, uma vez que os índios das caatingas viam a Viçosa a procura de água e alimentos abundantes na região.
No dia 16 de junho de 1556, o primeiro bispo do Brasil – Pero Fernandes Sardinha – e seus companheiros naufragaram no litoral de Alagoas. Os caetés, por sua vez, habitantes da região, seguindo os seus costumes, devoraram toda a tripulação. O reino de Portugal, diante do desta situação, declarou os caetés como inimigos e estes deveriam ser exterminados, incluindo também os Cambembes. Quase todos foram mortos, os poucos que conseguiram sobreviver fugiram para as caatingas. Viçosa ficou praticamente desabitada.

### Civilizações quilombolas (1556 - 1695)

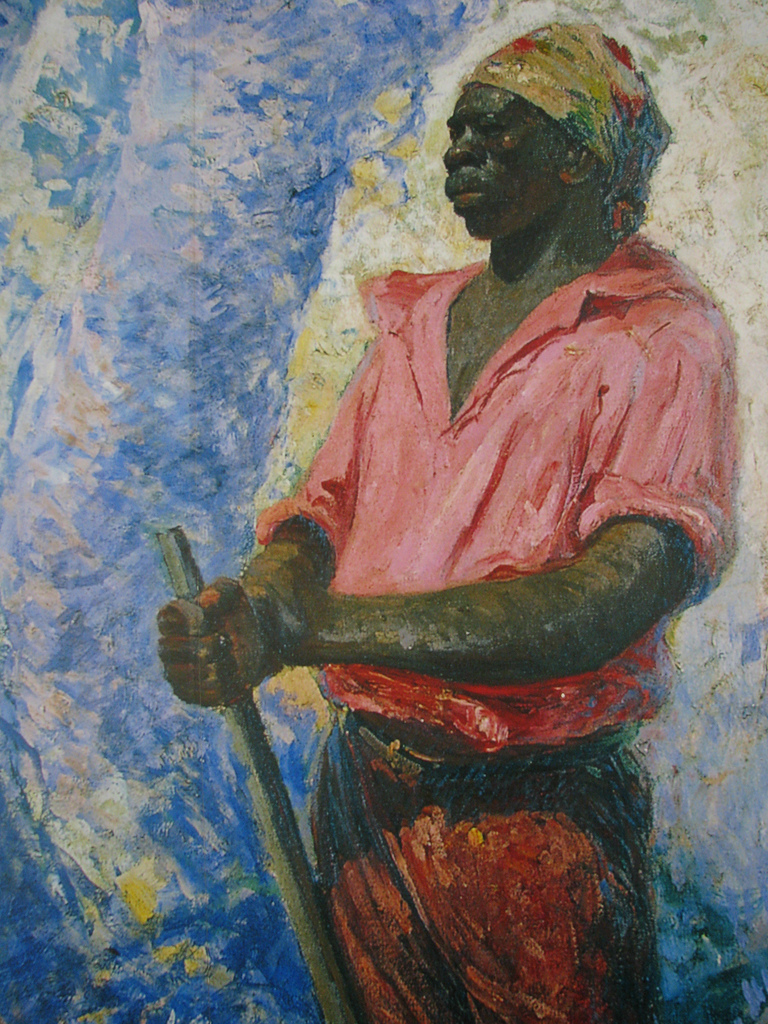
O líder negro Zumbi dos Palmares, que foi morto em Viçosa

Por apresentar um relevo muito acidentado e de difícil acesso, Viçosa foi escolhida pelos negros que fugiam dos engenhos das capitanias para abrigar parte do maior quilombo de todos, o de Palmares.
Ocorreram muitas investidas para tentar destruir Palmares, a começar pelos holandeses que em seu período de domínio ao nordeste brasileiro, enviaram expedições para estes fins. Uma destas expedições que saiam da atual cidade do Pilar foi registrada no dia 26 de fevereiro de 1645 pelo capitão holandês Blaer no Diário da expedição. Nele o capitão descrevia a geografia de Viçosa: seus rios, montanhas e matas, além dos fatos ocorridos, como a descoberta de mocambos abandonados e também alguns habitados, estes por sua vez foram destruídos.
“Esta cachoeira não é tão elevada quanto a do Parahiba que tem bem quatro vezes a sua altura; estivemos acima desta cachoeira do Parahiba, mas não junto a ella, neste lugar descansamos um pouco e enviamos um negro que trazíamos comnosco com alguns índios, a bater o matto, os quaes trouxeram-nos seis grandes porcos do matto e um pequeno, mortos a flexa, depois proseguimos na marcha e acampamos junto a margem sul do rio S. Miguel. A 14 depois de havermos subido por algum tempo esse rio, passamos para a margem norte e uma milha adiante galgamos um elevado monte, de bem meia milha de altura, de cima do qual subimos ainda um outro monte, porem não tão alto; caminhando quasi sempre com rumo norte ou nordeste cerca de uma milha alem chegamos a um rio arenoso e secco, cheio de penhascos; marchando mais duas milhas passamos perto do lado occidental de uma cachoeira, não muito íngreme, mas presentemente sem água, no rio que afflue para o Parahiba; no dito rio acampamos chuvendo durante a noite”.
As tentativas holandesas fracassaram. No ano de 1694, já sob o domínio português novamente, o bandeirante paulista Domingos Jorge Velho foi contratado pelo governo português para destruir Palmares. Em janeiro do mesmo ano numa investida contra Palmares foi capturado o quilombola Antônio Soares, este mediante a promessa de que seria libertado revelou o local onde o líder de Palmares estava escondido.
Localizado, Zumbi foi morto na Serra dois irmãos em Viçosa no dia 20 de novembro de 1695. Seu corpo foi levado para Recife, onde foi exposto para amedrontar os outros escravos. Sem uma liderança Palmares foi totalmente destruído, muitos negros voltaram a escravidão, outros fugiram, por fim alguns foram perdoados e passaram a habitar a região sob a vigilância dos brancos, esse último fato explica o surgimento de povoações com origem quilombola em Viçosa, como o Sabalangá, Mata Escura e Caçamba. Parte das terras de Viçosa foram doadas ao capitão André Furtado de Mendonça, que foi um dos cabos de Jorge Velho.

### Caminhos de Viçosa (1695 - 1790)

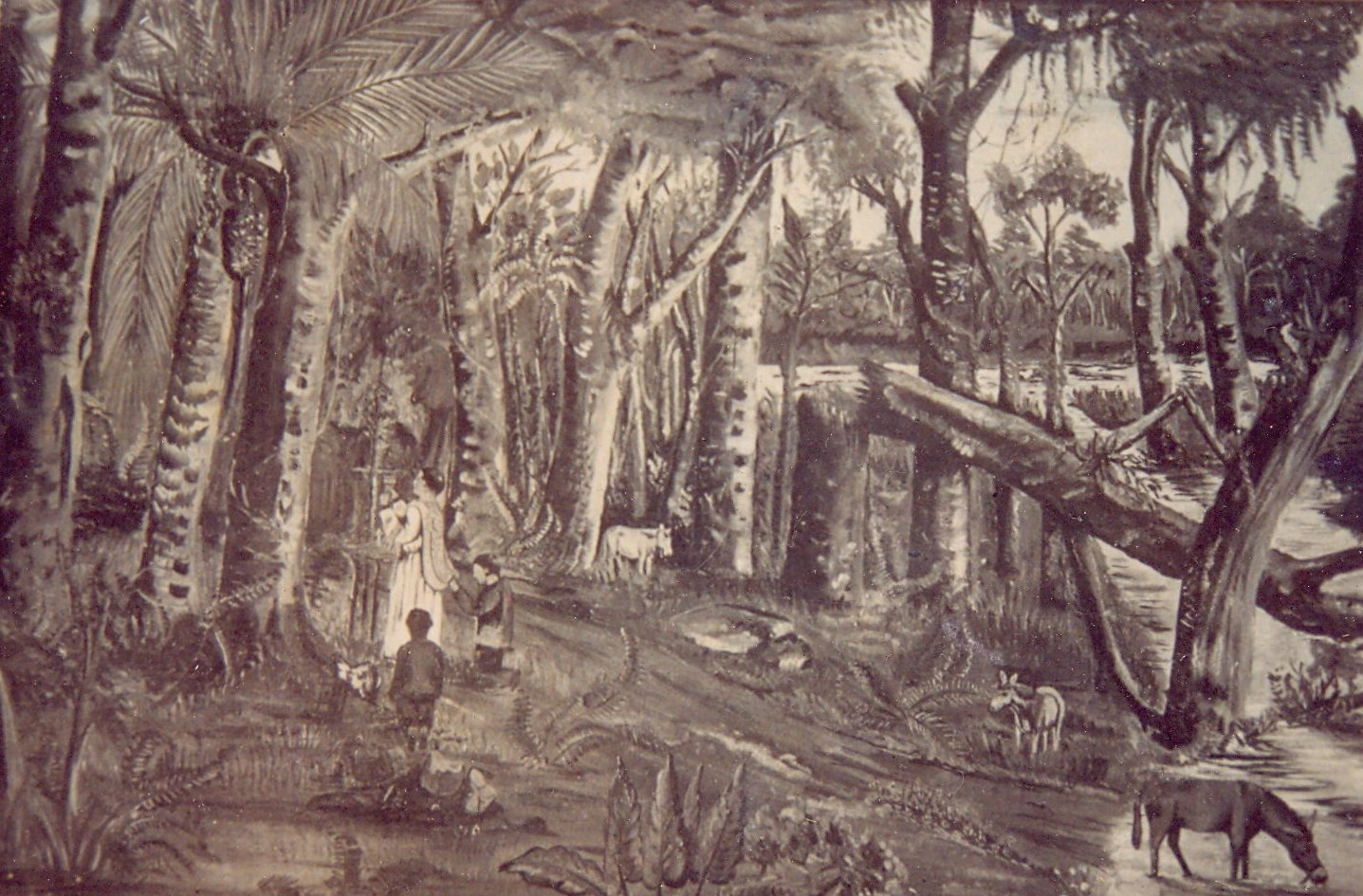
Obra, de autor desconhecido, que retrata a missa que talvaz tenha dado origem a Viçosa.

Nos próximos anos, Viçosa serveria apenas como passagem para outras localidades ou simplesmente pontos de encontros. Desse fato surgiram duas lendas sobre a fundação de Viçosa.
A principal lenda sobre a povoação de Viçosa é que no ano de 1789 havia chovido fortemente e um sacerdote de Atalaia que todos os anos ia celebrar a missa do galo no povoado de passagem ao chegar á margem do riacho do meio, encontrou-o de tal maneira cheio que se viu impossibilitado de prosseguir viagem. Então o mesmo procurou um oiteiro mais próximo e ergueu uma cruz celebrando a missa ali. Essa cruz bem depressa atraiu romeiros, aos quais se devem as primeiras habitações, que provavelmente eram de madeira.
Outra lenda, pouco divulgada, é de que existia na margem do riacho gurungumba, no Sabalangá, um caçador chamado pelo nome de preto velho, e na margem do riacho Limoeiro existia outro caçador. Ambos companheiros de caça, eles marcavam como ponto de encontro o riacho que passa na parte central, mais ou menos a igual distância dos outros dois, o qual teve a denominação de Riacho do meio, nome esse que mais tarde se batizou o núcleo de povoamento que se fundou a sua margem.

### Tempos de sítio (1790 - 1831)

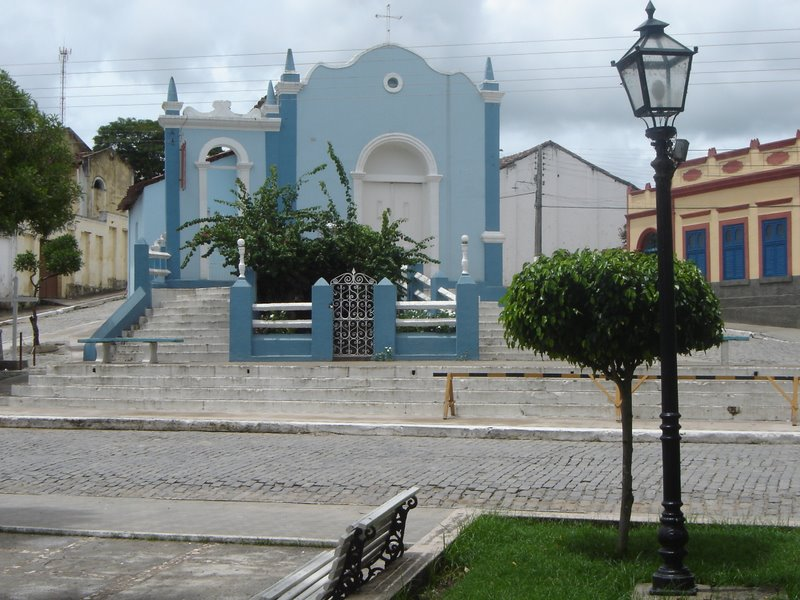
Igreja de Nossa Senhora do Rosário, datada da metade do século XIX, onde antes existia a primeira capela de Viçosa

No ano de 1790 o agricultor Manuel Francisco ( ? – 1839) da cidade de Marechal Deodoro – foi por determinação do Ouvidor da comarca José de Mendonça de Mattos Moreira, estabelecer residência no sítio Riacho do Meio com o fim de experimentar ali a cultura do algodão.
Esse Manuel Francisco, que talvez fosse um dos romeiros da cruz, derrubou as grandes matas, fez um roçado, nas proximidades da atual praça Apolinário Rebelo, e logo depois construiu uma capela de madeira onde se encontra hoje a Igreja de nossa senhora do rosário. Do lado esquerdo da capela começaram a se alinhar as primeiras casas que também eram de madeira.
Homem trabalhador, o fundador de Viçosa estendeu os roçados para além da montanha do alto do cento e vinte. Esquecido pelo tempo, Manuel Francisco morreu em 1839 na fazenda mata escura, em extrema pobreza, relatou o octagenário João Teodoro.
Desbravadas as matas e espalhado a notícia de que as terras eram férteis, começaram a chegar moradores de todas as regiões, dentre eles portugueses de Marechal Deodoro e Santa Luzia do Norte, negros quilombolas e índios Cambembes, que após a guerra aos caetés, foram pouco a pouco voltando a Viçosa, mas tarde esses índios junto de outros índios mansos, formariam a classe proletária que trabalhava nos engenhos e roçados de Viçosa.

### Tempos de vila (1831 - 1892)

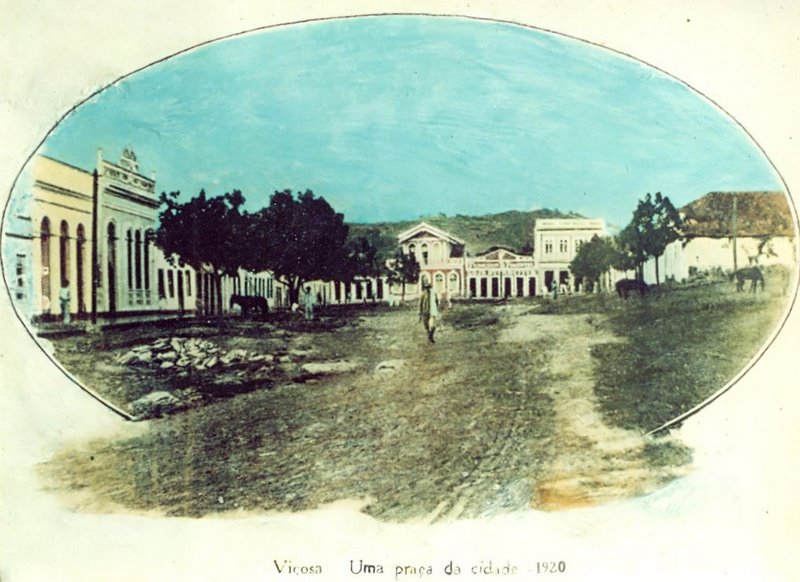
Centro de Viçosa em meados de 1920, foi dai que o núcleo urbano se desenvolveu

O desenvolvimento do sítio era notável, principalmente devido à terra boa que de tudo dava. A pequena povoação, que antes se limitava as atuais Praça Apolinário Rebelo e a Rua do Centenário, já havia crescido rumo ao norte da cidade e ao oeste acompanhando as margens do rio Paraíba. Era necessário tornar-se independente politicamente, fato que ocorreu no dia 13 de outubro de 1831, quando a povoação do Riacho do Meio foi elevada à categoria de vila, desligando-se politicamente de Atalaia. Devido ao costume dos moradores de se reunir nas portas das casas para conversar sobre as plantações e assuntos ligados a província, a povoação do Riacho do Meio passou a se chamar Vila de Assembleia.
“Decreto de 13 de Outubro de 1831. Crêa as villas da Imperatriz e Assembléa. A regencia, em nome do Imperador, o Senhor Dom Pedro Segundo, ha por bem Sancionar, e Mandar que se execute a seguinte Resolução da Assembléa Geral Legislativa, tomada sobre outra do Conselho Geral da Província das Alagoas.Art. 1º Ficão creadas duas villas desmembradas da villa de Atalaia, uma ao norte e pela margem do rio Mundahú, no lugar da Camaratuba; sua capital a povoação do Macaco; seu territorio comprehendido nas povoações do – Macaco - Lage do Canhôto – Juçara - Cabeça de Porco - Murici e Branquinha, sua denominação Villa Nova da Imperatriz. - Outra ao norte do rio Parahyba e no lugar Riacho do Meio; sua capital a povoação do mesmo nome; seu territorio o comprehendido nas povoações Riacho do Meio - Lourenço - Passage – Quebrangula - Cassamba e Limoeiro - comprehendendo os juizes de paz das capellas filiaes das mencionadaas povoações, sua denominação - Villa Nova da Assembléa.Art. 2º A Cruz de S. Miguel ao Oeste divide as duas villas novamente creadas, e o termo da villa de Atalaia chegará até onde principiam as quebradas das Serras dos Dous Irmãos e Bananal, em cujo principio das quebradas é a sua divisão, e separação do termo da Villa Nova de Assembléa.José Lino Coutinho, do Conselho do mesmo imperador, Ministro e secretario do Estado dos negocios do Imperio etc. Palacio do Rio de Janeiro em 13 de outubro de 1831, 10 da Independencia e do Imperio. Francisco de Lima e Silva, José da Costa Carvalho, João Braulio Muniz, José Lino Coutinho.”
Em 10 de abril de 1835 foi criada a Paróquia do Senhor Bom Jesus do Bonfim. O primeiro vigário foi o sexagenário padre Manuel Joaquim da Costa, que paroquiou até 1837.
“Resolução número 8 de 10 de Abril de 1835. (Sanccionada pelo presidente José Joaquim Machado de Oliveira).Art. 1.º Ficam creadas freguezias as capellas de Santa Maria Magdalena na villa da Imperatriz e do Senhor do Bomfim na villa da Assembléa.Art. 2.º Os termos dessas freguezias serão os actualmente marcados para as câmaras municipaes respectivas.Art. 3.º Ficam revogados todas as leis e disposições em contrario.Desta Secretaria do Governo foi publicada a presente resolução em 1º de Julho de 1835. Francisco Manuel Martins Ramos”.

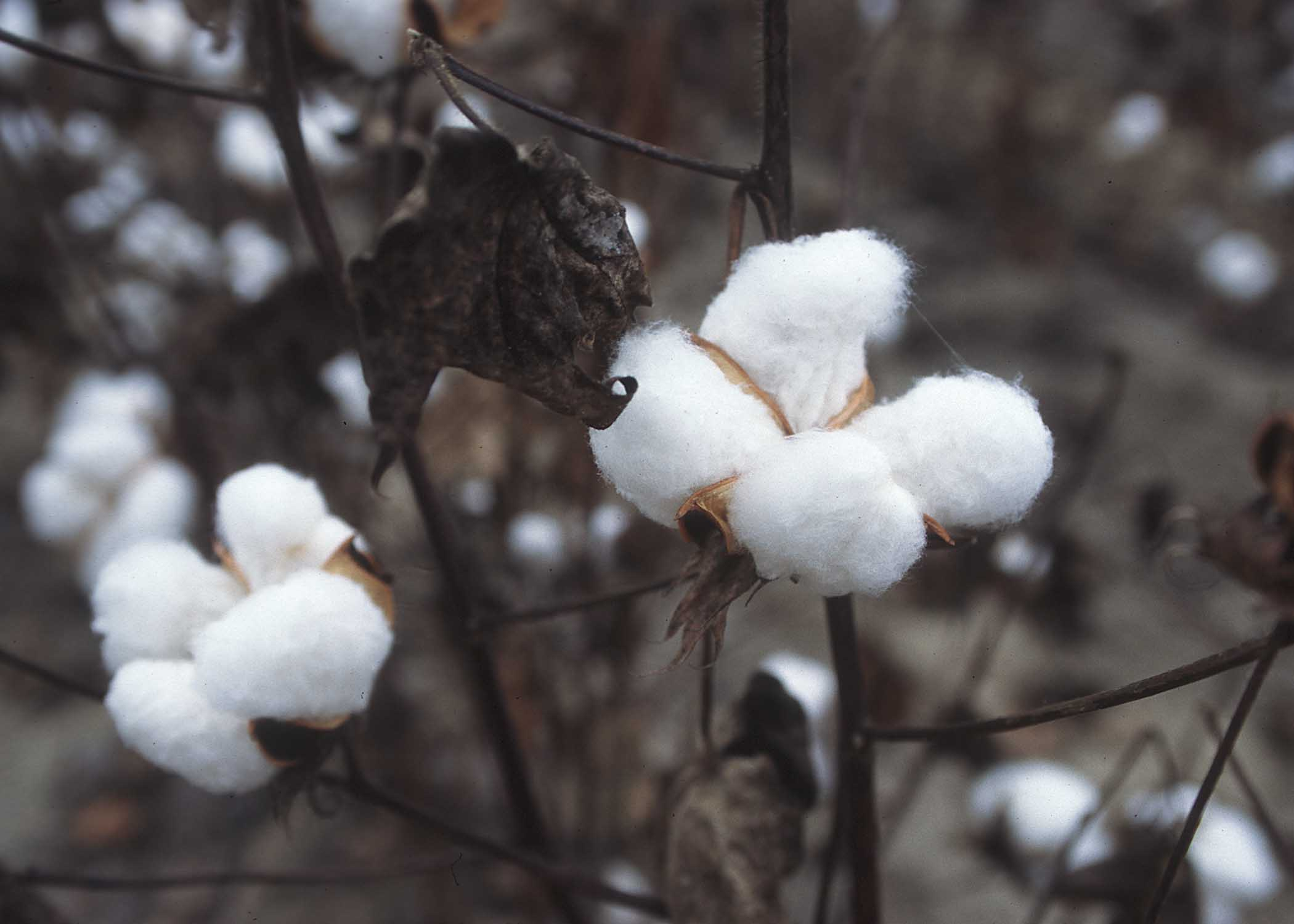
O ouro branco que ajudou em parte do desenvolvimento de Viçosa

A economia de Viçosa depois dos anos de algodão passou a ser os engenhos de cana de açúcar. O engenho mais antigo é o Bananal, fundado em 1836 pela família Carneiro da Cunha. Mais tarde em 1840 o português José Martins Ferreira construiu o engenho Boa Sorte, e em 1846, Pedro José da Cruz Brandão fundou o engenho Barro Branco.
Logo depois o plantio de cana se espalhou por toda a região. Consequentemente as matas foram cada vez mais derrubadas e os engenhos multiplicados. Em 1859 havia mais de 20 engenhos , produzindo todos mais de 80 toneladas de açúcar. A agricultura tornava-se cada vez mais importante, ano de 1870 existiam 40 engenhos, todos movidos a força animal, e no ano de 1890 esse número subiu para 70 engenhos, já com muitos movidos a máquinas a vapor.
Em 6 de janeiro de 1856 a epidemia da cólera chegou a Vila da Assembleia, fazendo a sua primeira vítima. Inicialmente poucas medidas foram tomadas e como não havia cemitérios oficiais a cólera se espalhou rapidamente, causando muitas mortes. Depois para tentar reverter esse quadro, a principal medida foi à construção de um cemitério público. Dentro de seis meses a cólera foi contida. No ano de 1890 fora construído um novo cemitério, o atual, no final da Rua Assembleense pelo então frei Cassiano de Camacho. O escritor viçosense Alfredo Brandão descreveu, em seu livro Viçosa de Alagoas, a construção do cemitério.
"Recordo-me que uma tarde eu e meu pae nos dirigíamos para a Viçosa.Quando chegamos no alto da Ladeira Vermelha, ponto culminante, onde toda a villa se descortina, paramos extasiados, como se tivéssemos deante de nós algum cosmorama oriental: uma compacta multidão movediça, enchendo a praça e as ruas, formava um longo cordão que subindo o monte pelo lado da cadeia, ia até o cume onde se estava construindo o cemitério. O sol poente, batendo em cheio nesse formigueiro humano, fazia resaltar as variegadas cores dos trajes e dava a todo conjuncto, visto assim de longe, um aspecto quasi phantastico. Através das ruas mal podia-se marchar, tal era a quantidade de gente que fervilhava, conduzindo pedras, cal, barro e areia para o cemitério. Nesse mistér empregavam-se não só os homens validos, como também os velhos, as mulheres e as creanças, cada um na quantidade de suas forças. Toda a vasta planície que se estende do lugar onde hoje é a estação da estrada de ferro até as immediações do engenho Brejo era como um vasto acampamento cheio de barracas, de choupanas, de ranchos e de redes armadas pela galharia das arvores.”
Em 10 de abril de 1872, a vila perdeu o território de Quebrangulo.
Devido às belezas de suas matas e a vitalidade de suas lavouras, lugar onde as agriculturas floresciam agriculturas florescia com muita fertilidade, no dia 25 de novembro de 1890, o nome da Vila foi mudada para Vila Viçosa.
No dia 24 de dezembro de 1891 a The Alagoas Railway Company Limited chegou à então Vila Viçosa. A vila recebeu a notícia com muita festa. O coronel Manuel Joaquim de Siqueira Sá e o vigário Loureiro ofereceram um baile para as pessoas que assistiam a inauguração, dentre elas o governador do estado Gabino Besouro. Foi a partir que o verdadeiro progresso tomou conta de Viçosa.

### Tempos de cidade (1892 - 1950)

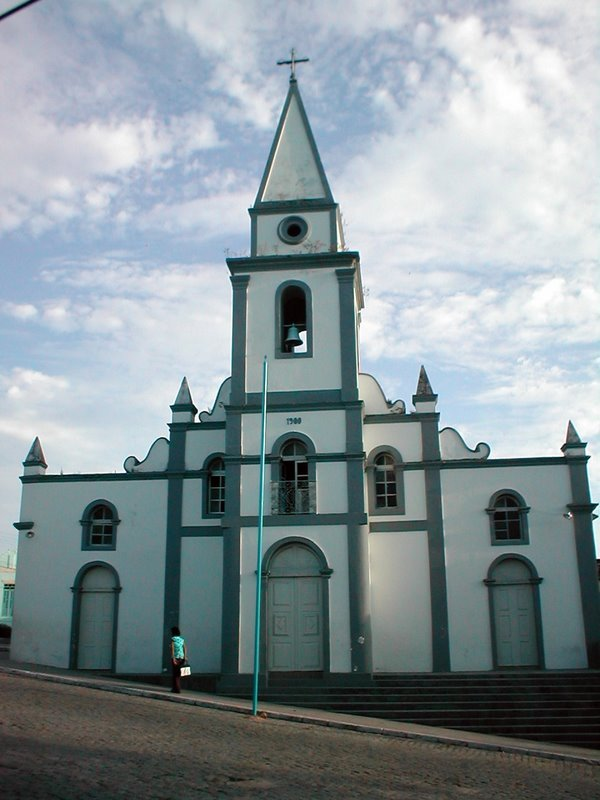
Igreja da Matriz de Viçosa, com mais de cem anos

Em 1892 o então governador de Alagoas General Gabino Bezouro elevou Viçosa á categoria de cidade, na sessão realizada no dia 16 de Maio no mesmo ano.
“Gabino, Bezouro, Governador do Estado de Alagôas. Faço saber que o Congresso d’este Estado decreta e eu sancciono a resolução seguinte:Artigo 1º - É elevada á cathegoria de cidade de Traipú a villa do mesmo nome.Artigo 2º - É igualmente elevada á cathegoria de cidade a villa Viçosa.Artigo 3º - Revogam-se as leis e disposições em contrario.Palácio do Governador de Alagoas em 16 de Maio de 1892, 4º da Republica - Gabino Bezouro”.
Restava agora à nova cidade torna-se judicialmente independente do de Atalaia, fato este que ocorreu no dia 12 de julho de 1893 com a criação da comarca de Viçosa. O Juiz de direito e o promotor foram, respectivamente, Luís de Castro Barroca e Alípio Minervino da Silva, ambos empossados perante o conselho municipal, presidido pelo Coronel Apolinário Rebelo.
Em 1900 foi construída a matriz de Viçosa, pelo então vigário Loureiro. E no final da década de 1910 foi construído o Palácio da Águia, pelo intendente Aureliano Tavares de Menezes, que funcionou como sede da administração municipal durante décadas.
A partir da década de 1930, a literatura e a cultura popular de Viçosa ganharam força, a “escola folclórica de Viçosa”, composta por José Aluísio Vilela, José Maria de Melo, José Pimentel de Amorim e Téo Brandão, ganhou o cenário literário estadual e nacional. A música envolvente do Zé do Cavaquinho contagiou a todos e a poesia de José Aragão deu ênfase à cultura popular. No ano de 1931 foi lançado o álbum do Centenário, um livro que comemorava os cem anos da emancipação política da cidade, organizado por Manuel Brandão Vilela. Viçosa até o mesmo ano, chegou a ter tido na sua história mais de 29 jornais, almanaques e revistas. O primeiro jornal foi “A mocidade” em 1873, de Manuel Raimundo da Fonseca.
Na década de 1940 foram construídas três usinas de cana de açúcar, a Usina Recanto, Usina Boa Sorte e Usina Boa Esperança, todas atualmente extintas, hoje encontrassem apenas as ruinas.
Em 30 de dezembro de 1943, o então presidente do Brasil Getúlio Vargas decretou que ficava proibido o mesmo nome para mais de uma cidade brasileira, e como no estado de Minas Gerais já havia uma Viçosa com o nome mais antigo, a Viçosa de Alagoas voltou a se chamar Assembleia.
Em 17 de setembro de 1949, após várias reivindicações, foi decretado que o então município de Assembleia volta se chamar Viçosa.

### Atualidade (desde 1950)
Em 1950 o município de Viçosa possuía quatro distritos - Viçosa, Anel, Chã Preta e Pindoba. No dia 10 de Outubro de 1957 foi decretado pela lei estadual nº 2070 que o então distrito de Pindoba passara a categoria de cidade. Viçosa perdeu cerca de um terço do seu território. No dia 2 de fevereiro de 1960 foi a vez do distrito de Chã Preta, que pela lei nº 2432 passara a categoria Cidade, formando assim o atual território do município de  Viçosa, que é composto por dois distritos – Viçosa e Anel.
No fim da década de 1960 e no início da década de 1970, as respectivas administrações investiram maciçamente na urbanização e na infraestrutura municipal. Foram realizadas as seguintes obras: construção das varandas nas ruas Assembleense e Epaminondas Gracindo, o mercado público, galpões de feiras, além de um novo conjunto habitacional (COHAB). A cidade ganhou um aspecto moderno, nunca visto antes.

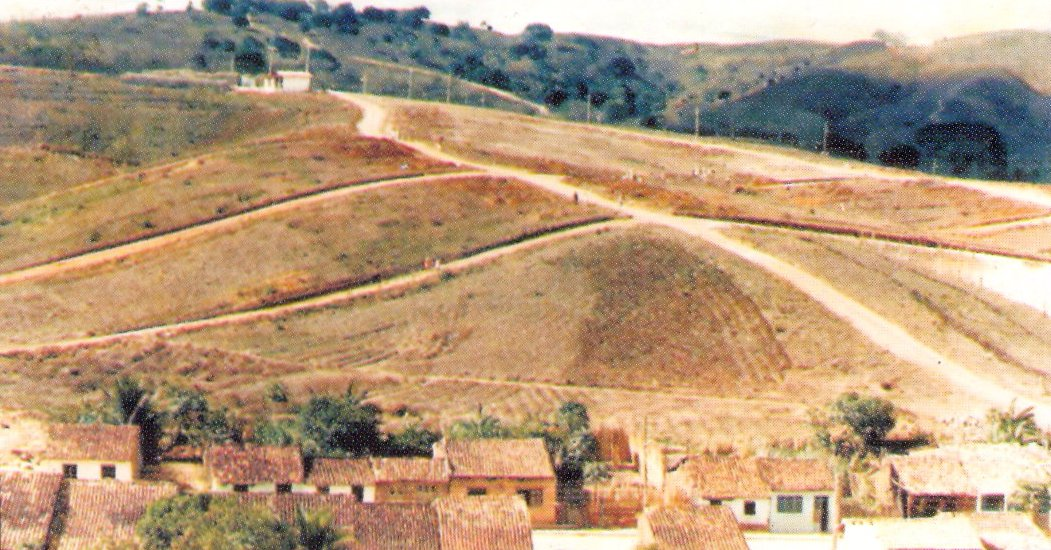
O mutirão Cidade de Deus em construção na década de 1980

Na década de 1980, devido ao grande número de pessoas que deixavam o campo em direção a cidade (êxodo rural), a população urbana de Viçosa cresceu rapidamente, e essas pessoas ficavam pelas ruas ou em casebres de lona. Então a prefeitura municipal de Viçosa, com o apoio do governo federal, elaborou um projeto de construção de um mutirão na então fazendo Santana, localizada na parte Sul da cidade. Após anos de construção e a consequente finalização a cidade de Viçosa praticamente dobrou de tamanho.
Na década de 1990, devido aos mesmos problemas foram construídos mais dois mutirões, estes de menores proporções, frei Damião e Padre Cícero, ambos localizados na parte oeste da cidade.
Em 1960 existiam mais de 133 engenhos de açúcar funcionando em Viçosa, com o passar dos anos a agricultura vem perdendo força e cedendo local para a pecuária. Viçosa já tem o maior rebanho de suínos e o segundo maior rebanho de gado do estado de Alagoas.
A ferrovia que trouxe um grande progresso à Viçosa foi desativada, dando o trem de passageiros MS-15 sua última viagem em 31 de agosto de 1961. Atualmente a ferrovia vem sendo restaurada e reativada para, principalmente, o transporte de cargas.
Nos próximos anos da década de 1990 e início do século XXI, Viçosa praticamente parou no tempo, milhares de pessoas deixaram a cidade rumo, principalmente, à capital. O auge desta estagnação econômica e social foi à administração de 1997 a 2000, onde o então prefeito foi afastado por corrupção em 1999.
No início do Século XXI Viçosa voltou a crescer, desta vez rumo a Leste. O comércio ganhou novas lojas. Com as finanças da prefeitura recuperadas pela gestão de 2005 a 2008 a administração municipal pode investir em obras públicas. O município continua ser um centro do Vale do Paraíba do Meio. Em 2006 foi reativado o Pólo de extensão da UFAL, na fazenda São Luiz, onde desde então funciona o curso de Medicina Veterinária.

## Geografia

### Localização
Viçosa está localizada na mesorregião do leste alagoano, mais especificadamente na microrregião serrana dos quilombos. Sua sede esta a 9°22’17’’ sul e longitude 36°14’27’’oeste. Com uma altitude de 210 metros acima do nível do mar. Seus principais acessos são pela BR-316, AL-204 e a AL-110, todas asfaltadas.

### Formação territorial
O território de Viçosa pertenceu primeiramente a Marechal Deodoro de 1636 até 1764 quando passou a pertencer a Atalaia, isso até 13 de outubro de 1831, quando por decreto Viçosa passou a ser Vila, com um território de aproximadamente 1050 km². No ano de 1872, Viçosa perdeu o território de Quebrangulo, passando a ficar com uma área de 700 km². Em 2 de dezembro de 1953, o território de Paulo Jacinto, que pertencia ao município de Quebrangulo, foi elevado à categoria de município. Viçosa perdeu parte do seu território para o novo município, cerca da metade da área que hoje constitui o município de Paulo Jacinto era pertencente à Viçosa que ficou com uma área de 640 km². No dia 10 de outubro de 1957, pela lei estadual nº 2070, o distrito de Pindoba passou a ser cidade, desligando-se de Viçosa que ficou com uma área de 560 km². Por fim, para chegar à formação territorial atual, Viçosa perdeu o então distrito de Chã Preta no dia 3 de fevereiro de 1962, pela lei estadual nº 2432. Viçosa passou a ter 355 km² de área.
Viçosa é constituída por dois distritos: o de Viçosa e o de Anel, de acordo com a divisão territorial datada de 31 de dezembro de 1962 que permanece até hoje.

### Bairros

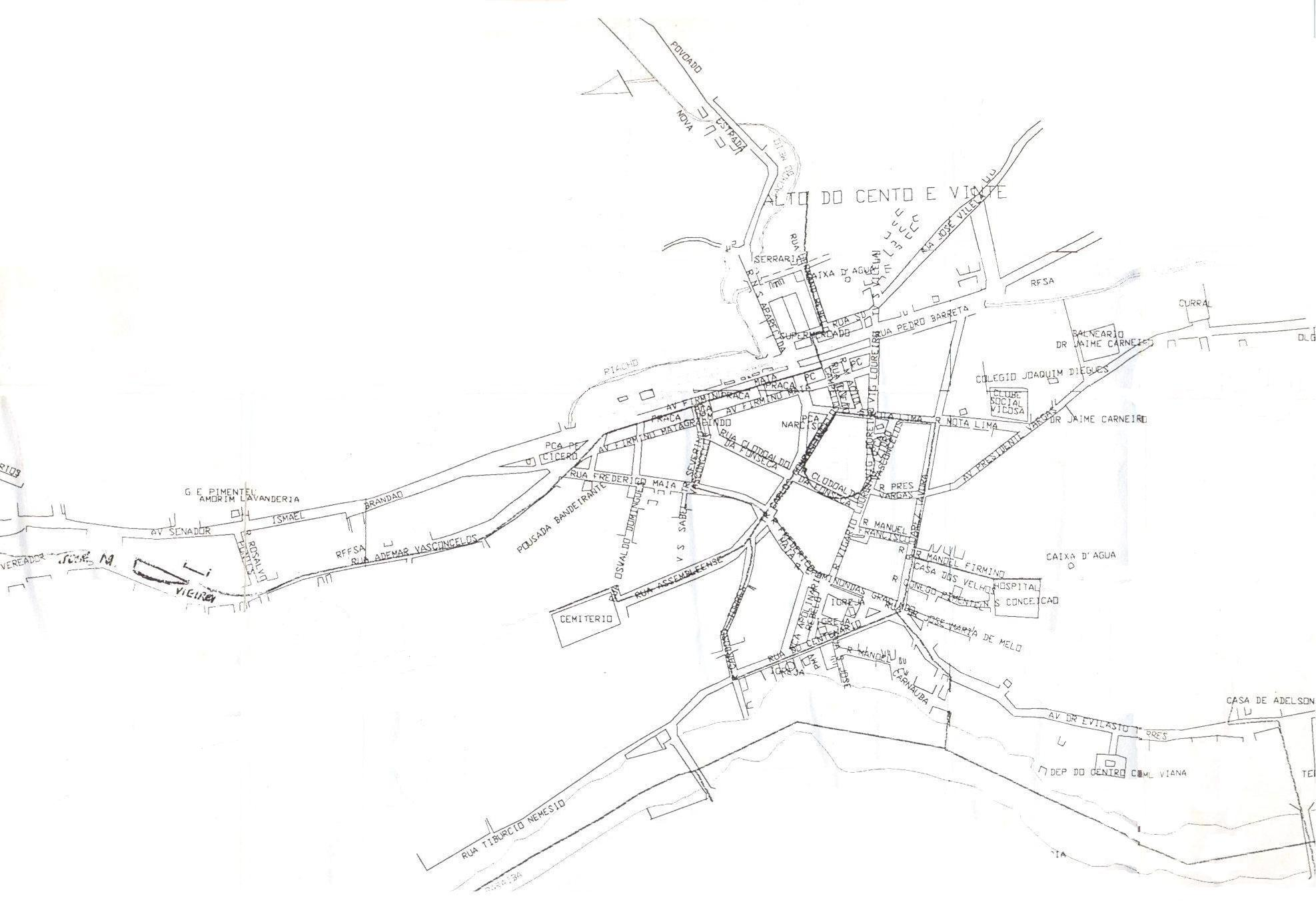
Mapa do Centro de Viçosa

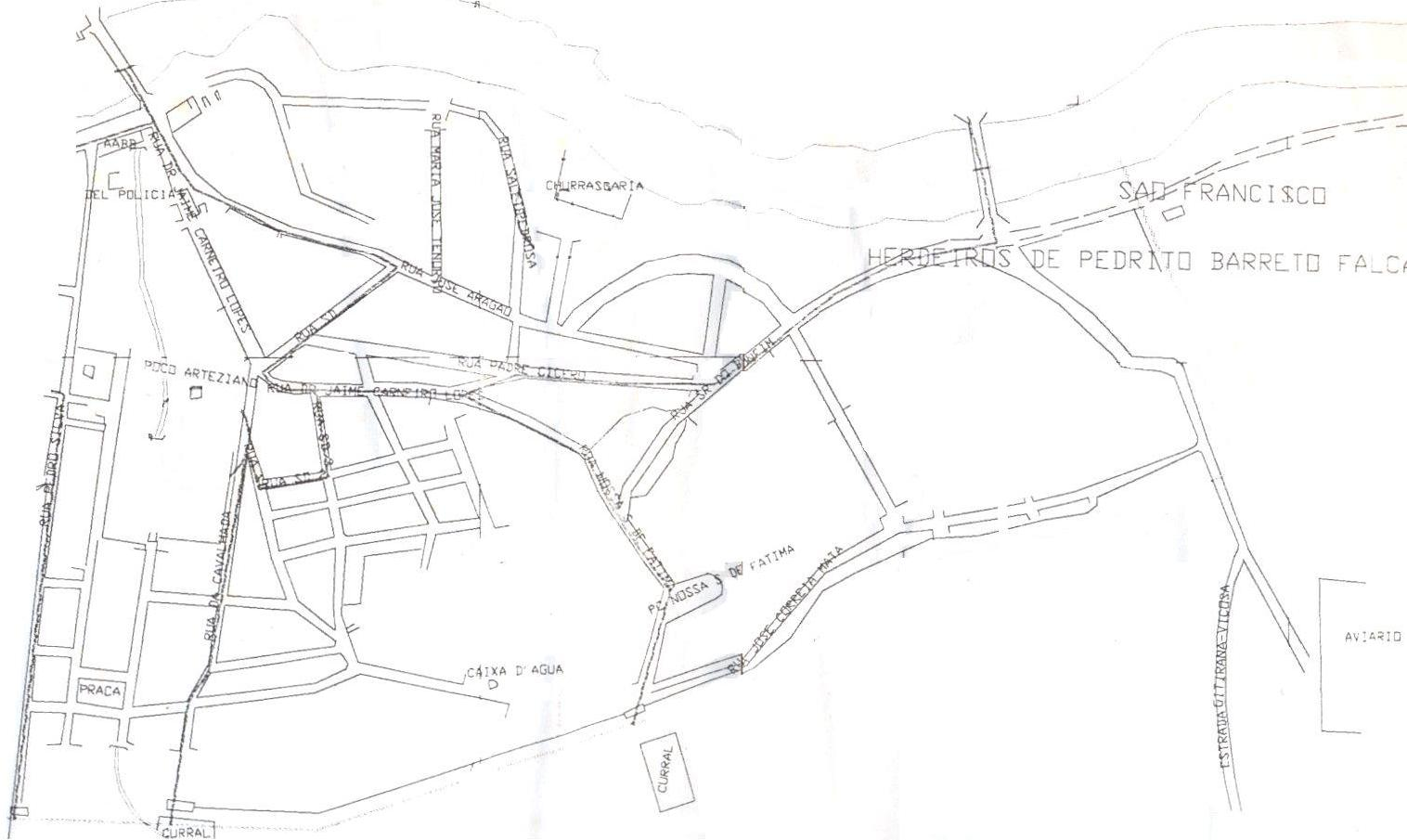
Mapa do Mutirão Cidade de Deus

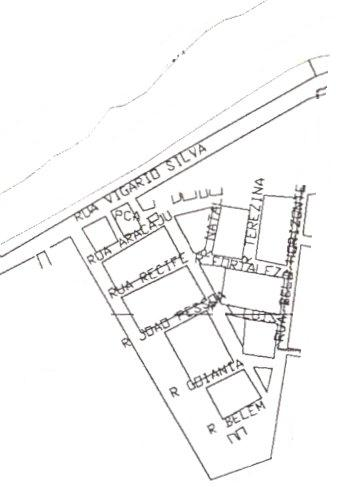
Mapa da COHAB

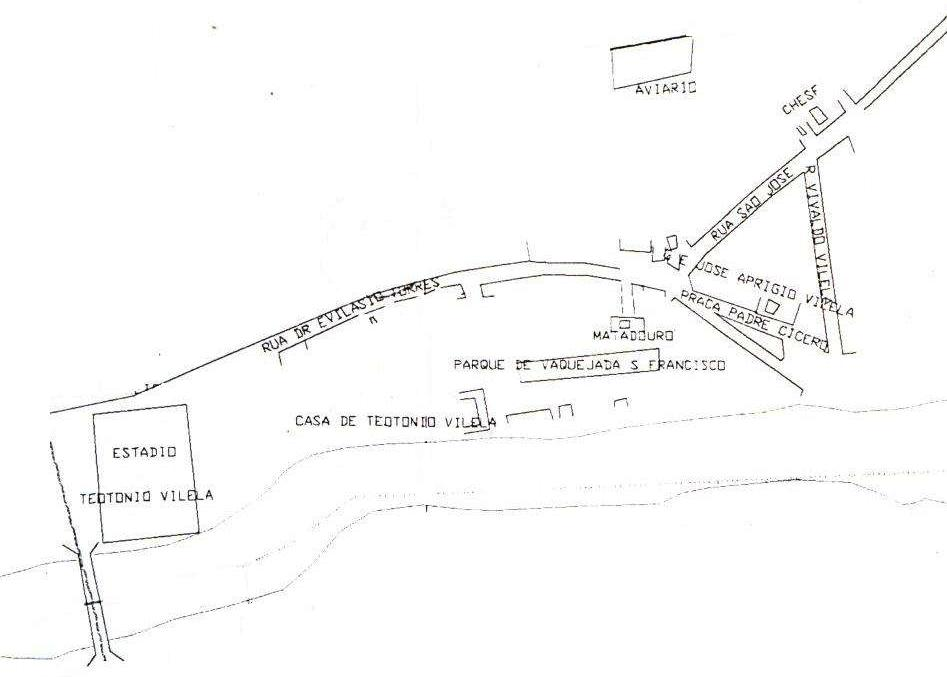
Mapa do Sabalangá

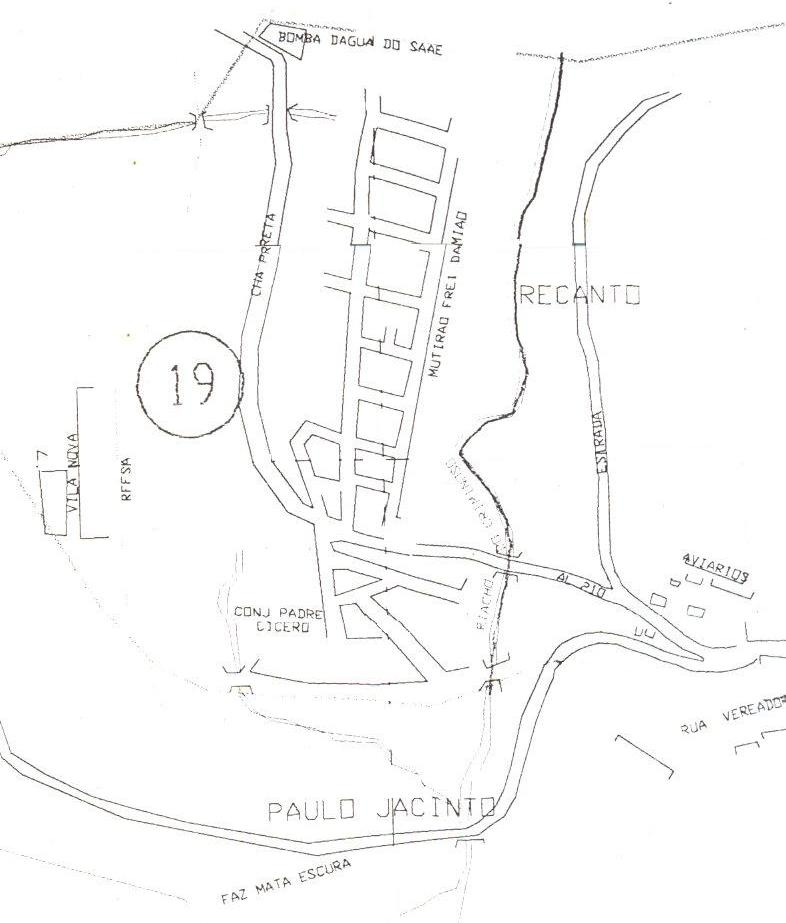
Mapa do Frei Damião

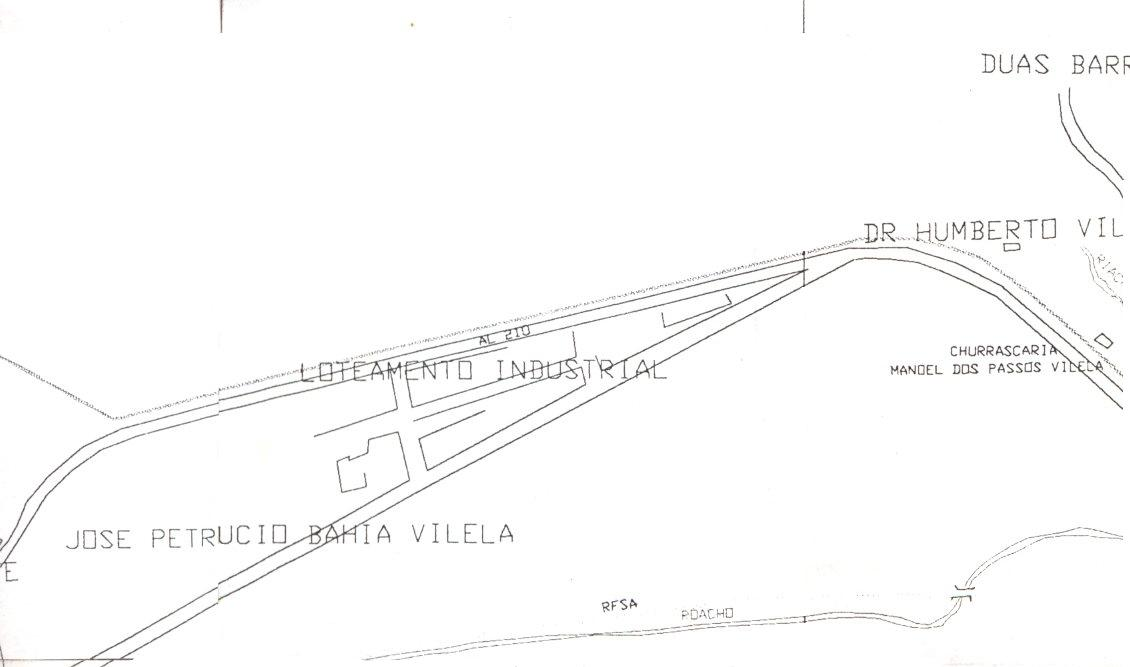
Mapa do Distrito Industrial

A cidade esta dividida em seis bairros – Centro, Mutirão Cidade de Deus, COHAB, Sabalangá, Mutirão Frei Damião e Distrito Industrial.
Centro
Localizado na parte norte da cidade. É o centro econômico da cidade. Se formou por volta de 1790 dando origem ao núcleo urbano.  É o bairro mais rico, concentrando o maior número de estabelecimentos comerciais da cidade. Nele ainda está localizada a Prefeitura, Câmara de vereadores, Hospital, Mercados de Feira e outros seviços. Sua população é de aproximadamente seis mil habitantes.
Mutirão Cidade Deus
Localizado na parte Sul da cidade, é a maior área residencial e o segundo mais importante bairro do município. Sua construção foi iniciada na década de 1980. Devido ao grande número de pessoas que chegava cidade vindas do campo. O mutirão é divido em sete áreas residenciais. Nele está localizada a Associação atlética do Banco do Brasil (AABB) e a Delegacia Civil. Sua população é de aproximadamente sete mil habitantes.
Conjunto Habitacional (COHAB)
Localizado na parte sul da cidade, foi construído no final da década de 1960. Suas ruas têm os nomes das capitais brasileiras. Sua população é de aproximadamente mil habitantes.
Sabalangá
Localizado na parte leste da cidade, é o bairro mais antigo da cidade fundado por volta de 1700 por negros quilombolas, no início era um povoado de Viçosa, mas com a urbanização já está conurbada com o centro e o mutirão cidade de deus. Nele está localizado o Estádio de Futebol Teotônio Vilela e o Matadouro Público. Sua população é de aproximadamente mil habitantes.
Frei Damião
Localizado na parte oeste da cidade, foi construído no início da década de 1990. Sua origem esta ligada aos assentamentos na região de pessoas vindas do campo. Então a prefeitura iniciou as construções dos mutirões Frei Damião e Padre Cícero. Sua população é de aproximadamente dois mil e quinhentos habitantes.
Distrito Industrial
Localizado na parte norte da cidade, as indústrias e a maiorias dos depósitos estão nesse bairro. A sua pequena população é muito pobre, moram geralmente em casas de taipa ou barracos. Vem atualmente sofrendo processo de conurbação com o centro da cidade. Sua população é de aproximadamente quinhentos habitantes.

### Relevo
O relevo de Viçosa é muito acidentado, com serras e vales. O ponto mais alto é a serra do Bananal com 500 metros, seguida da serra dois irmãos com 400m, outros pontos são a chã do Tangil, alto da balança, alto do cento e vinte, alto da conceição, alto do cemitério e auto da dourada.

### Clima
Viçosa possui um clima árido, sem estações bem definidas, no Inverno sua temperatura média é de 22 °C e no verão 35 °C. Já a precipitação média anual Varia de 1 300mm a 1 400mm, distribuídos de forma irregular durante o ano.

### Hidrografia
O sistema hidrográfico é representado pelo Rio Paraíba e seus afluentes. O Rio Paraíba é, em extensão, o 3º maior rio de Alagoas, menor apenas que o São Francisco e o Mundaú. Da nascente até a foz possui 180 km de curso, dentre esses 30 km passam por Viçosa. Nascendo na Serra do Gigante, município de Bom Conselho (PE), atravessa o estado de Alagoas do oeste para o leste, banhando os municípios de Quebrangulo, Paulo Jacinto, Viçosa, Cajueiro, Capela, Atalaia e Pilar, desaguando a aproximadamente 2Km ao sul da sede deste último município, na lagoa Mangüaba.
Seu ponto máximo de concentração das águas dá-se quando atravessa a Serra Dois Irmãos, formando então um bela cachoeira com alguns metros de altura, nas proximidades da divisa entre os municípios de Viçosa e Cajueiro.
Segundo alguns autores, o vocábulo Paraíba origina-se de para-água e hyba, árvore, sendo a tradução integral “árvore-d’água”. Outros autores afirmam que Paraíba é o mesmo que para-ahyba, cuja tradução é: rio ruim ou impraticável. A segunda versão parece ser mais certa, levando-se em conta o fato que os índios não costumavam fazer denominações gratuitas, e sim baseadas em alguma propriedade ou algum fato concreto. No Paraíba – segundo Alfredo Brandão – o que mais lhes deve ter chamado atenção foi o fato de o rio possuir seu leito muito pedregoso e de difícil navegação.
Principais afluentes: Margem direita: Bálsamo, Porangaba e Riachão Margem esquerda: Caçamba, Limoeiro, Paraibinha, Riacho do Meio e Gurungumba. Principais cachoeiras: Cachoeira Dois Irmãos – formada pelo rio Paraíba Cachoeira Grande – formada pelo rio Caçamba Cachoeira Pindobinha – formada pelo rio Riachão.

### Indicadores
Serviços e IDH
| IDH (PNUD/2000) |       |       |
|                 | 1991  | 2000  |
| Renda           | 0,481 | 0,526 |
| Longevidade     | 0,506 | 0,641 |
| Educação        | 0,454 | 0,653 |
| Total           | 0,480 | 0,607 |

| Serviço (IBGE/2005) |                |
|                     | Domicílios (%) |
| Água                | 62,4%          |
| Esgoto sanitário    | 8,2%           |
| Coleta de lixo      | 63,3%          |

Coeficiente de Gini
É uma medida de desigualdade. Ele consiste em um número entre 0 e 1, onde 0 corresponde à completa igualdade de renda(onde todos têm a mesma renda) e 1 corresponde à completa desigualdade (onde uma pessoa tem toda a renda, e as demais nada têm).
- Viçosa – 0,45 (5º maior)[18]
- Alagoas – 0,47
- Brasil – 0,58

Indicadores municipais de saúde
- Hospitais: 1
- Leitos (por mil habitantes): 1,7
- Rede ambulatorial: 13 unidades
- Mortalidade infantil 2002: 43,61%

### População

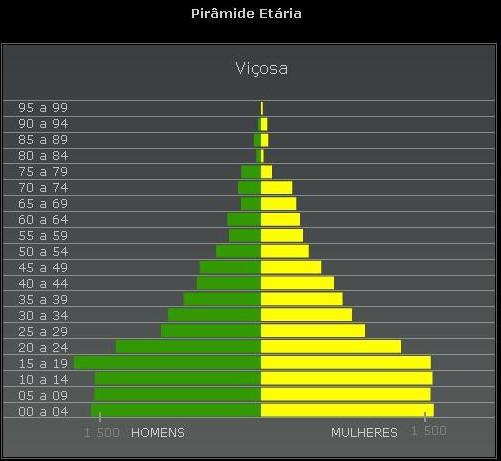
Pirâmide Etária de Viçosa

Números da População (Censos 2000 e 2007)
- Homens – 12.951
- Mulheres – 13.312
- Católico - 23.250
- Evangélicos - 1.017
- Outras religiões - 1.937
- População urbana – 17.611
- População rural – 8.652
- Índice de urbanização – 49,53%
- Taxa de crescimento – 1,21%

Evolução Demográfica de Viçosa
- 1831 – 6 600 (Ano de emancipação)
- 1850 – 9 500 (↑43%)
- 1860 – 11 000 (↑16%)
- 1870 – 22 705 (↑106%)
- 1880 – 25 500 (↑12%)
- 1890 – 35 634 (↑40%)
- 1900 – 39 821 (↑12%)
- 1910 – 48 250 (↑21%)
- 1920 – 55 790 (↑15%)
- 1930 – 60 665 (↑8%)
- 1940 – 61 335 (↑1%)
- 1950 – 52 509 (↓17%)
- 1960 - 43 095 (↓18%)
- 1970 – 28 734 (↓33%)
- 1980 – 24 658 (↓14%)
- 1991 – 23 571 (↓4%)
- 2000 – 26 263 (↑11%)
- 2010 – 25 444 (↓3%)

## Economia
As principais atividades econômicas de Viçosa são o comércio, serviços e a agropecuária.
Produto Interno Bruto
| Serviços     | 70 % |
| Indústria    | 10 % |
| Agropecuária | 16 % |
| Impostos     | 4 %  |

Viçosa registrou em 2008 um PIB de 86.494 mil reais, assim distribuídos , com 64.212 mil reais no setor de Serviços e Comércio, 7.721 mil reais na indústria, 12.037 mil reais na Agropecuária e 2.524 mil reais em Impostos. O seu PIB per capita foi de 3.227,24 mil reais.

### Setor primário
Agricultura
Entre os principais produtos agrícolas cultivados em Viçosa estão o Feijão, Cana de açúcar (que é processada na usina capricho em Cajueiro), Milho e Mandioca:
Produto agrícola / hectare (2008) e quantidade produzida
- Batata Doce – 40 ha (272 toneladas)
- Cana-de-açúcar – 1.300ha (87 100 toneladas)
- Feijão – 60ha (36 toneladas)
- Mandioca – 35 ha (377 toneladas)
- Milho – 260 ha (175 toneladas)
- Laranja – 12 ha (108 toneladas)
- Manga – 10 ha (60toneladas)

Pecuária
A pecuária é um dos pontos mais forte da economia do município, principalmente, a pecuária de corte e Leite onde estão as criações de gado nelore e holandês. Também a produção de Proteína animal, que nos últimos anos tem apresentado certa queda de produção, mas mesmo assim, junto com União dos Palmares, é responsável por 30% da produção Avícola e 20% da produção Suína, atualmente, apenas 5 granjas de proprietários locais e 15 integradas ou arrendadas. O setor de suínos apresenta somente 6 produtores (três grandes e três pequenos) continuam em atividade, mesmo assim Viçosa ainda possui o maior rebanho de suínos de Alagoas. Na área de pecuária, conta com os seguintes rebanhos (cabeças), 2008:
Rebanhos ou produção / quantidade (2008)
- Bovinos - 31.900 Cabeças
- Eqüinos - 1.100 Cabeças
- Asininos - 11 Cabeças
- Muares - 244 Cabeças
- Suínos - 17.935 Cabeças
- Caprinos - 144 Cabeças
- Ovinos - 1.100 Cabeças
- Galos, frangas, frangos e pintos - 655.000 Cabeças
- Galinhas - 1.800 Cabeças
- Codornas - 1.200 Cabeças
- Vacas - 1.300 Cabeças
- Leite de vaca - 2.800 Litros
- Ovos de galinha - 3 mil Dúzias
- Ovos de codorna - 2 mil Dúzias
- Mel de abelha - 1.100 kg

Extrativismo
A extração de Madeira já foi a principal geração de riqueza, mas com o passar do tempo, sem reflorestamento as matas foram acabando. A retirada de areia e Argila dos rios do município, atualmente, gera renda de dezenas de famílias pobres, a maioria da argila retirada é destinada a construção civil.

### Setor secundário
Indústria
O município é um grande produtor de bens de consumo e bens de Produção:
Bens de consumo:
Produção de queijos, leite tipo "C" e Mel.
Bens de produção:
Fabricação de palitos, utilizados para churrasquinhos, que mobiliza cerca de 400 pessoas que produz cerca de 400 mil palitos por semana e já vende para outros municípios e outros estados, como os de Pernambuco, Paraíba e Sergipe, essas produções conta com máquinas que aumentam a velocidade, desde da extração do Bambu até a finalização dos produtos.

### Setor terciário
Serviços e comércio
É o setor que mais gera riqueza em Viçosa, mais de 2/3 vem pertence a ele.
Turismo
Viçosa tem forte potencial turístico, suas belezas naturais como cachoeiras e Serras atraem muitos turistas e aventureiros. Além da rica história viçosense que atrai muitos escritores e estudantes. O Município de possui vários prédios antigos da época de ouro da Cidade onde moraram grandes personagens da História Viçosense, como por exemplo Graciliano Ramos, Teotônio Vilela e Théo Brandão.

## Educação
Universidades e faculdades

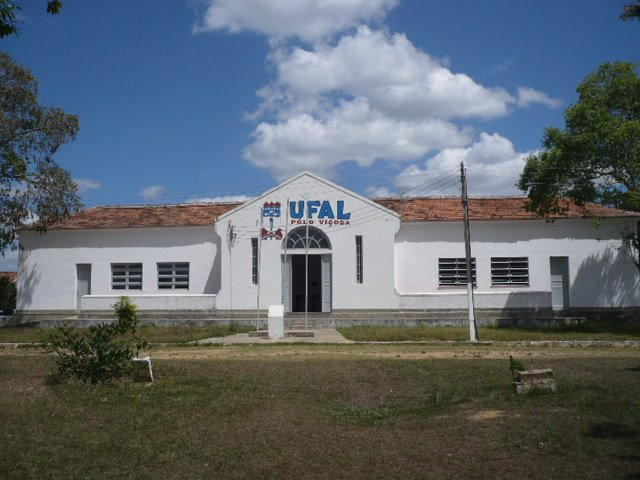
Pólo da Ufal em Viçosa (CECA)

No ano de 2006 foi reativado o pólo de extensão da UFAL, no Centro de Ciências Agrárias (CECA), onde desde então funciona o curso de Medicina Veterinária.
No ano de 2014 foram iniciadas as atividades no Campus do IFAL no município. Atualmente, são ofertados cursos técnicos nas áreas de Administração e Informática.
Também existe a Universidade Luterana do Brasil (ULBRA), que é universidade a distância, e a Escola de Enfermagem Santa Juliana, ambas localizadas no Colégio São Tomás de Aquino.
Escolas privadas (na cidade)
Existem três escolas particulares no município:
- Colégio São Tomás de Aquino (ensino médio, fundamental e infantil);
- Colégio Arco-Íris (ensino infantil);
- Colégio Santa Bárbara (Ensino Infantil, Fundamental e Médio)

Escolas públicas
Estaduais:
- Escola Estadual Joaquim Diégues;
- Escola Estadual Monsenhor Machado
- Grupo Escolar 13 de outubro

Municipais:
- Escola municipal São José;
- Escola municipal Pedro Carnaúba;
- Escola de 1º Grau Dr. Manuel Firmino

## Cultura

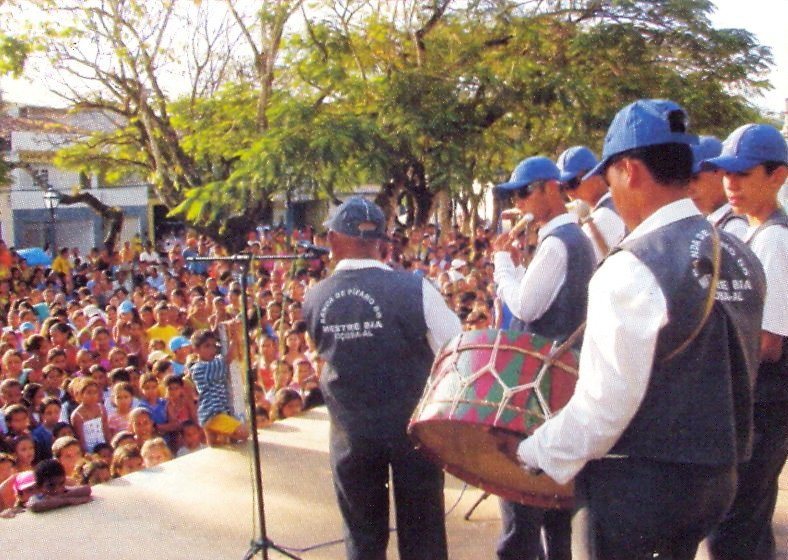
Festival de Folguedos em VIÇOSA

A cultura viçosense é sem dúvida uma das mais ricas do estado de Alagoas, isso em vários aspectos, no folclore, gastronomia, literatura, entre outros.

### Folclore
Viçosa está associada ao universo mágico do folclore, expressão da alma da cidade. São vários os folguedos cultivados por sua gente: Baiana, pastoril, Guerreiros, Reisado, Cavalhada, Coco Alagoano, Quadrilha e Vaquejada.

### Gastronomia
As comidas mais populares e tradicionais de viçosa são a buchada, sarapatel, cuscuz, galinha cabidela, bolo de milho e de macaxeira e diversos pratos com inhame e pão de inhame.

### Literatura
A "escola de viçosa", como é chamado o grupo de intelectuais Théo Brandão, José Maria de Melo, José Aloisio Brandão Vilela e José Pimentel Amorim foi sem dúvida o grupo mais importante da História Literária de viçosa, houve época que dos 40 membros da Academia Alagoana de Letras 10 eram viçosenses.
O maior poeta vivo viçosense é Sidney Wanderley, que já publicou mais de 15 livros, entre os mais conhecidos dele estão Nesta Calçada, Quisera Ter Beleza Que e Na Pele do Lago. Sua poesia foi elogiada pelo maior poeta do século XX, Carlos Drummond de Andrade. Sydney também escreveu uma bem humorada obra sobre a história de Viçosa: De Riacho do Meio a Viçosa. Outro expoente da literatura Viçosense foi Zé Aragão, que tratava de temas populares em versos metrificados bem no estilo Parnasiano.

### Patrimônio
- Casa da Cultura e da Cidadania

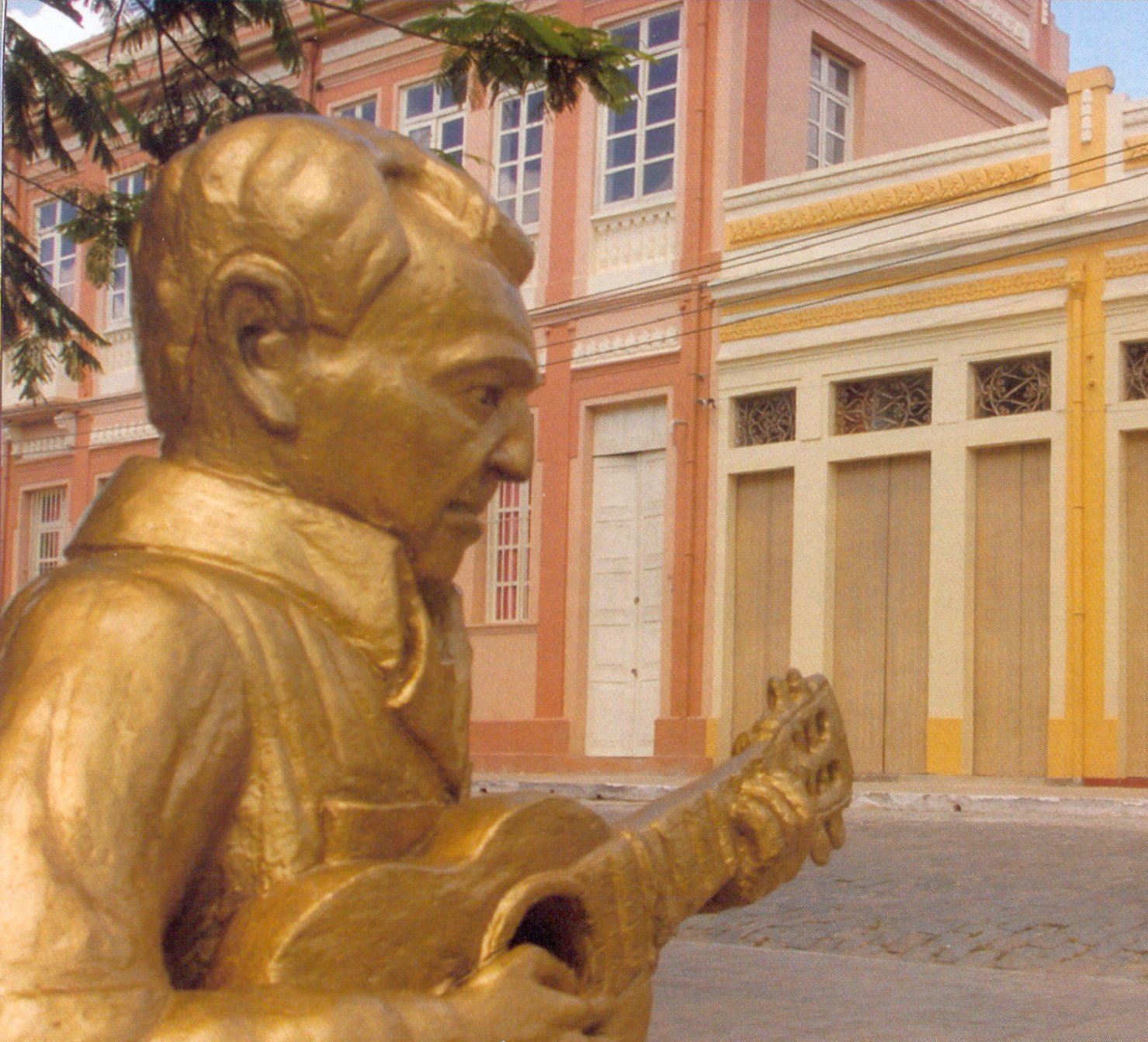
Estátua do Zé do Cavaquinho.

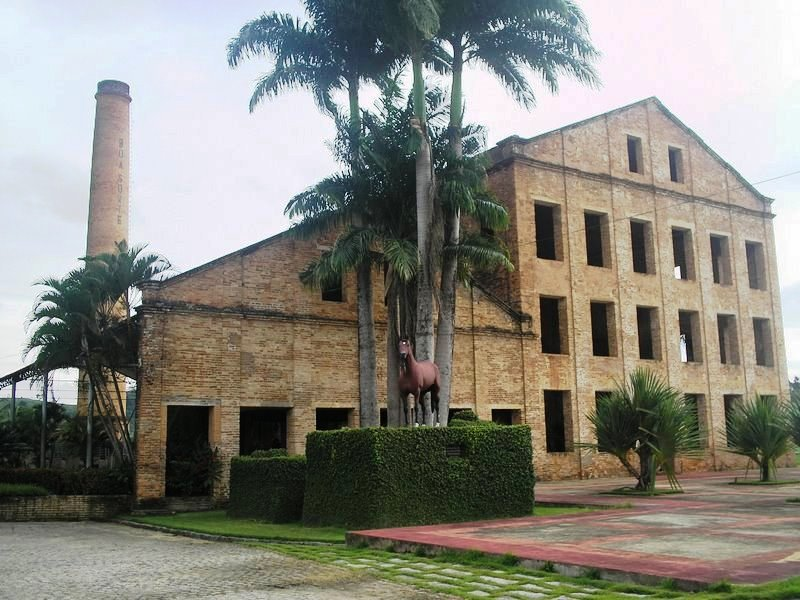
Haras Boa Sorte

- Parque de Esculturas (Avenida Firmino Maia)
- Cachoeira dos Dois Irmãos – formada pelo rio Paraíba
- Cachoeira do Caçamba – formada pelo riacho Caçamba
- Cachoeira Serra Grande – formada pelo riacho Caçamba
- Cachoeira Pindobinha – formada pelo riacho Riachão
- Parque de vaquejada Antônio Rouco
- Parque de Cavalhada Sinfrônio Vilela
- Estádio de futebol Teotônio Vilela
- Passeios ecológicos: matas, trilhas, banho de bicas, visita a Serra dos Dois Irmãos, onde se situaram os primeiros quilombos
- Haras Boa Sorte
- Museu do Anel
- Calçada da Imortalidade dos Artistas Populares (Praça Apolinário Rebelo)
- Minimuseu Sacro (Ao lado da Igrejinha do Rosário)
- Estátua do Zé do Cavaquinho (Praça Apolinário Rebelo)
- Galeria dos Libertadores (Prefeitura de Viçosa)
- Exposição de Fotos do Guerreiro em Maceió (Prefeitura Municipal de Viçosa)
- Escola de Música e Folclore José Aprígio Vilela (Praça Apoinário Rebelo)
- Bar Trovador Berrante (Praça Apolinário Rebelo)
- Sobrados de 1930

## Esportes
O futebol é sem dúvida o principal esporte na cidade, que já teve dezenas de times amadores. Seu time profissional é o Comercial Futebol Clube, fundado em 6 de junho de 1965, disputou a elite do futebol alagoano de 1987 até 2000 chegando a ser vice-campeão alagoano. No ano 2000 por motivos financeiros entrou em crise e foi rebaixado. Entrando em inatividade.
Seu estádio é o Estádio Teotônio Vilela, com capacidade para 10 mil pessoas. Inaugurado em 12 de novembro de 1986.

## Religião
Viçosa possui várias igrejas pertencente a diversas religiões, a de maior número de fiéis é a católica, seguida pela da Assembleia.
Católicos

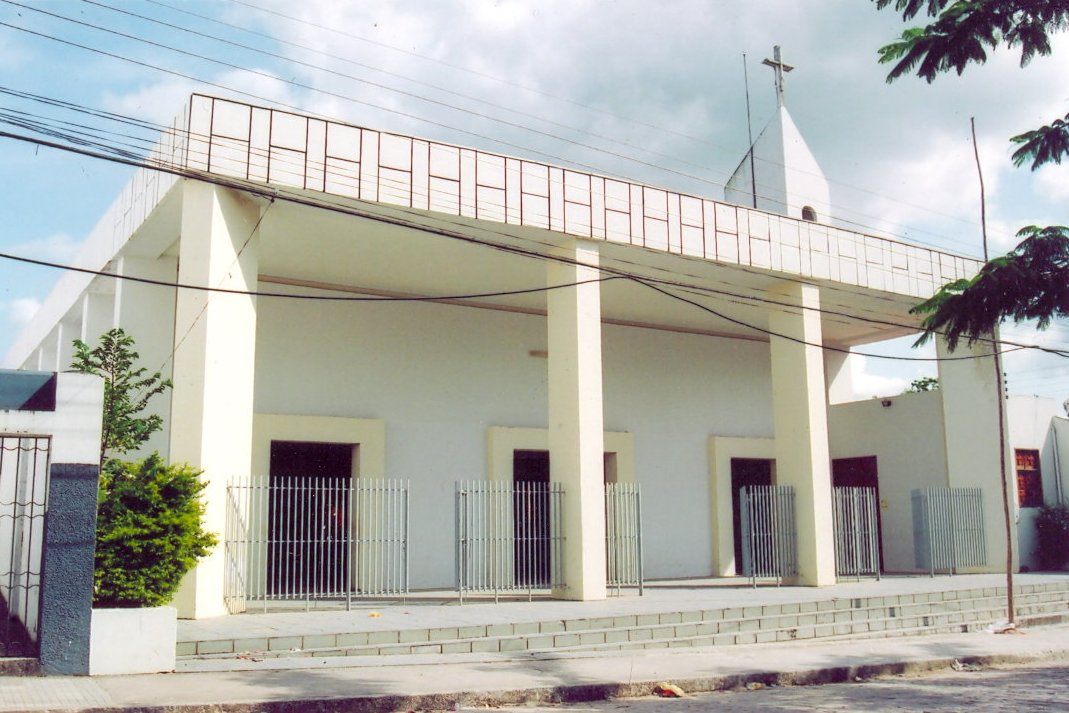
Igreja Católica de Viçosa.

A paróquia de Viçosa foi cria em 1835 sob a inovação o senhor Bom Jesus do Bomfim. A primeira Igreja Católica a ser erguida foi por volta 1790 por Manuel Francisco, o fundador da Cidade, no local hoje está a igreja do rosário, depois a da Matriz em 1900.Hoje existem muitas igrejas católicas, localizadas na Cidade e em Povoados do Município. Número de Fiéis (Censo 2000): 23 250
Evangélicos
No dia 2 de Julho de 1957, foi instalada em Viçosa, na rua Frederico Maia, a Assembleia de Deus. Outras igrejas evangélicas são mais recentes, como a Batista, Presbiteriana Renovada, Igreja de Jesus Cristo dos últimos Dias, Testemunhas de Jeová, entre outras. Número de Fiéis (Censo 2000):1 017
Outras religiões
Em Viçosa também existem outras religiões. Dentre elas a Loja Maçonica Mensageira da fé. No ano de 1903, foi fundada na rua Tiburcio Nemésio (Gurganema), depois transferida para a Rua Ismael Brandão. Número de fiéis de outras religiões (Censo 2000): 1 937

## Feriados e festas municipais

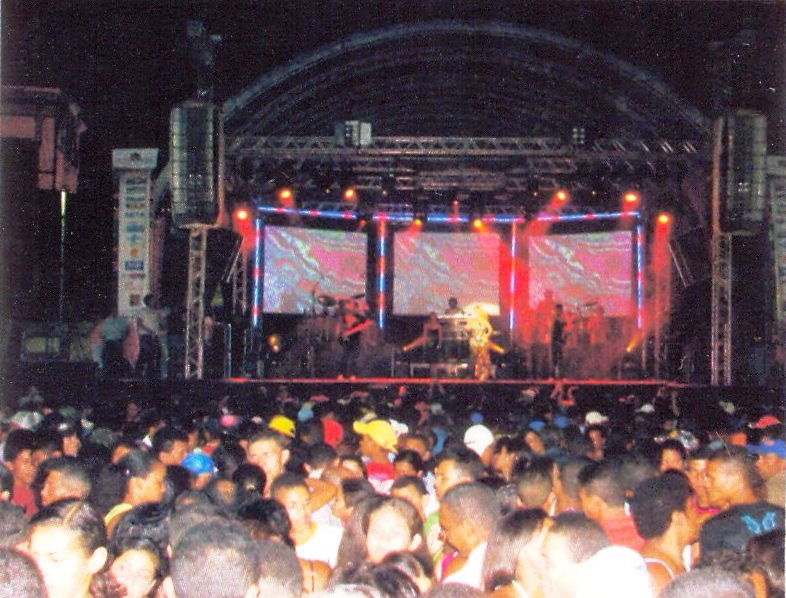
Festival da Primavera

- 2 de fevereiro - padroeiro do município, Senhor Bom Jesus do Bonfim;
- 24 de Junho - São João;
- 13 de outubro - emancipação política de Viçosa, 1831;
- De 11 a 14 de outubro é realizado o Festival da primavera em Viçosa, com cerca de 15 mil pessoas por dia visitando a cidade.